# Carabodes minusculus
Carabodes minusculus är en kvalsterart som beskrevs av Berlese 1923. Carabodes minusculus ingår i släktet Carabodes och familjen Carabodidae. Inga underarter finns listade.